# Percoto
Percoto is een van de negen frazioni van Pavia di Udine in de Italiaanse provincie Udine (regio Friuli-Venezia Giulia). Het ligt een zo'n 3 kilometer Pavia.